# Специјална болница Сокобања
Специјална болница „Сокобања” је државна референтна здравствена установа у систему здравства Србије намењена за превенцију, лечење и рехабилитацију неспецифичних плућних, аутоимуних болести, применом природних фактора у лечењу, и научно — наставна база Медицинског факултета Универзитета у Нишу.

## Положај
Специјална болница се налази се на више локација у Сокобањи, првој еколошкој општини Србије. Налази се 235 km југоисточно од Београда и 60 km североисточно од Ниша, и 30 km источно од Алексинца и Коридора 10, на око 400 метар надморске висине, у специфичном природном, климатском, историјском и културном окружењу.

## Историја
Археолошки налази (предмети од бронзе и гвожђа) указују да је прва насеобина крај минералних извора Сокобање постојала још у доба неолита у периоду од 7. века п. н. е. За лековите изворе Сокобање међу првима су знали и стари Римљани, чији се артефакти боравка на овом простору виде на делу зида најстаријег бањског базена, са фрагментима античких цигала. Према записима Феликса Каница, Барона Хедера и других, овде су се лечили римски легионари, ратници Византије и средњовековне велможе.
Сокобањске изворе више векова користили су и Османлије, које су проширили стари римски базен и изградили неколико објеката. О коришћењу бањске воде од стране Османлија писао је генерал Шметаус, који наводи да је у доба Османлија Сокобања била варошица са купатилима, и наводи да су то била лепо грађена, озидана купатила од мермера која су се у време његовог обиласка „чврсто држала”. У Сокобању су долазиле Османлије са свих страна, па и из Азије. Турски путописац Евлија Челебија у својим записима из 1663. године, наводи да је бања имала 200 дрветом покривених кућа, 6 џамија, 2 хана и јавно купатило. Купатило је наводно било, великих димензија, снажних грађевинских обриса са куполама покривених оловом, са шедрвантима и собама за купање.
За време књаза Милоша Сокобања је доживела процват. Обновљено је старо купатило и сазидано осам нових када, и посебно издвојеним мушким од женских базени, што се и до данас у Сокобањи задржало. У средини купатила изграђена је када књаза Милоша, који је био чест посетилац и корисних благодети термоминералних извора Сокобање.
Након што је 1977 године у Сокобањи изграђена нова зграда под називом Специјална болница, познатија као „Нови завод”, намењена за лечење неспецифичних плућних болести и смештај пацијената, годину дана касније 1978. године извршено је обједињавање свих болничких бањских објеката у јединствену орзанизациону целину — Специјалнау болницу „Сокобања”.

## Значај
Значај Специјалне болнице Сокобања, огледа се у томе што у раду са децом и одраслима, захваљујући коришћењу јединствене комбинације лековитих дарова природе и достигнућа модерне медицине, постиже значајне резултате у лечењу.
Болеснике у болниици лечи тим од 50 медицинских радника, од тога 35 лекара — специјалиста, на одељењима за превенцију, полуинтензивну и интензивну негу и у блоку за респираторну и општу локомоторну рехабилитацију, што им омогућава брзо постављање дијагнозе и успешан третман.
Болница је сертификована институција у којој се примењују стандарди квалитета система ISO 9001 i HACCP.

## Смештајни капацитети
Болница располаже са 530 болесничких постеља, распоређених у пет објеката:
1. „Нови Завод”, намењена за смештај одраслих, са 300 постеља у објекту Б категорије, са стационарним делом, одељењима за превенцију, полуинтензивну и интензивну негу.
2. „Сокоград”, намењена за смештај одраслих.
3. „Мала Бота”, намењена за смештај одраслих.
4. Вила „Бота”, намењена за смештај деце.
5. Вила „Далмација”, намењена за смештај деце.

| Објекат          | Број апартмана | Број једнокреветних соба | Број двокреветних соба | Број трокреветних соба | Број четворокреветних соба |
| ---------------- | -------------- | ------------------------ | ---------------------- | ---------------------- | -------------------------- |
| „Нови Завод”     | 5              | 18                       | 32                     | 4                      | 36                         |
| „Сокоград”       | 6              | –                        | 4                      | 30                     | 4                          |
| „Мала Бота”      | 8              | –                        | –                      | –                      | –                          |
| Вила „Бота”      | –              | 4                        | 6                      | 16                     | –                          |
| Вила „Далмација” | –              | –                        | –                      | 7                      | 8                          |

Болница је опремљена савременом дијагностиком за испитивање плућних функција, лабораторијом и рендген кабинетом.

## Кадрови и организацоне јединице
Кадрови
У болници је запослено је 296 радника, а од 150 здравствених радника, 35 су лекари различитих специјалности. 
Организационе јединице
У Специјалној болници рад је организован у следећих 7 организационих јединица:
- Манаџмент или управа
- Служба за болничко лечење и рехабилитацију одраслих са дневном болницом
- Одељење за болничко лечење и рехабилитацију деце са дневном болницом
- Сервис за специјалистичке консултативне прегледе са лабораторијском и рендгенском дијагностиком
- Болничка апотека
- Служба за правне и економске и финансијске послове
- Сервис за техничке и друге сличне послове

## Делатност
У болници се спроводи програм респираторне рехабилитације (инхалација, дренажа, вежбе дисања), као и општа локомоторна рехабилитација. Терапија се комбинује истовременом применом природних балнеолошких фактора Сокобање са савременом терапијом лековима.
Део терапија се спроводи и у купатилу „Бањица“, купањем у хидротермалној води температуре 28-30 °C (лакши облици хипертензије, дијабетеса, разни облици неурастенија, као и менаџерске болести и паркинсонизам) и у купатилима „Парк“ и „Сокоград“, купањем у хипертермалној води температуре 45 °C, која је погодна за разне облике дегенеративног реуматизма, посттрауматских стања, гинеколошких обољења и сл.
| Индикације | - Хронична опструктивна плућна болест - ХОБП, Астма, Хронична респираторна инсуфицијенција, - Алергијски и инфламаторни поремећаји горњих дисајних путева (ринитис, синуситис), - Пнеумонија и друге плућне инфекције, - Бронхиектазије - Акутна стања из области респираторне медицине (пулмонална емболија, акутна респираторна инсуфицијенција, хемоптиза, итд.) - Болести плућног ткива (плеурални изливи, емпијем плеуре, пнеумоторакс) - Саркоидоза, плућна фиброза и друге болести плућа - Хиповентилациони синдроми и синдром апнеје у сну - Акутна и хронична срчана болест (АИМ, коронарна болест, хипертензивне кризе, поремећаји срчаног ритма, кардиомиопатија, срчана инсуфицијенција) - Локомоторне и коштано-зглобне болести - Посттрауматска стања |
| Плућне дијагностичке и терапијске процедуре                                                                                   | - Комплетни биохемијско-хематолошки и микробиолошки лабораторијски тестови - Кожни тестови за инхалационе алергене - Пулсна окиметрија, - Спирометрија са бронходилататорским тестом - Телесна плетизмографија - Коефицијент дифузије и фактор преноса за CO2 - Ергоспирометрија - Гасне анализе артеријске крви и киселинско-базног статуса - Неинвазивна механичка вентилација - Комплетна радиолошка и ултразвучна дијагностика срца и плућа (ултразвук плућа, ултразвук горњег абдомена и мале карлице, ултразвук меких ткива (дојке, штитне жлезде, тестиси, итд.)), - Доплер крвних судова, шестоминутни пробни ход - Бронхоскопија, са свим техникама за дијагностику централних и периферних промена у плућима и медијастинуму - Плеурална пункција (дијагностичка и терапијска) - Плеуродеза и палијативно збрињавање рекурентних плеуралних излива екстрапулмоналних малигнитета (дојке) - Торакална дренажа емпијема плеуре и пнеумоторакса - Перкутана иглена биопсија плеуре - Перкутана иглена биопсија периферних лезија плућа |
| Кардиолошка дијагностика | - ЕКГ - Тест оптерећења (Тредмил) - Холтер ЕКГ - Холтер артеријски притисак - ЕХО срца |
| Респираторна физикална терапија и рехабилитација и рехабилитација костију и зглобних неуромускуларних болести одраслих и деце | - Инхалациона (аеросолна) терапија, природна и апаратура, са и без додавања лекова (бронходилататори, секретолитик) - Тренинг респираторних мишића (проводљива вентилација, продужене вежбе ексхумације, дијафрагмалне вежбе дисања) - Положајна дренажа, са ручним или апаратурним вибромасажом груди - фитнес вежбе - Индивидуално и колективно здравствено образовање (школа пушења за пушење цигарета, едукација о правилној употреби пумпи, инхалатори и концентратори кисеоника, едукација пацијената са промјенама животних навика и хигијенско-дијететског режима, итд.) - Кинезитерапија - Електротерапија, Магнетотерапија, Ултразвучна терапија, Ласеротерапија - Хидротерапија, Хидрокинезитерапија - Пелоидотерапија, термотерапија (парафин) - фототерапија (биоптронска лампа, инфра-лип) |

### Наставна делатност и научноистраживачки рад
Оснивањем Медицинског факултета Универзитета у Нишу, Специјална болница Сокобања је добила посебан значај као образовна установа и наставна база за школовање лекара и медицинских сестара у области пулмологиј, интерне медицине, реуматологије, ортопедије и физијатрије.
Предавања и вежбе за студенте на основној и последипломској настави из Интерне медицине одвијају се у амфитеатру, и на клиничким одељењима.
Део лекара овог института активно се бави научно истраживачким радом пре свега у области пулмологије, реуматологије, кардиологије балнеотерапије. итд, о чему говоре бројни објављени стручни радови, доктореске и магистарске дисертације.